# Josip Augustinčić
Josip Joža Augustinčić je fiktivni lik HRT-ove sapunice Sve će biti dobro. Glumi ga Duško Valentić od početka emitiranja serije 22. rujna 2008. godine pa do kraja 1. lipnja 2009. Pojavljivao je se u ukupno 155. epizoda.

## Opis lika
Josip zvani Joža Augustinčić je nekada bio direktor Bolnice "Istok", po specializaciji kirurg koji je sada u mirovini. Također nekada je bio član i veliki simpatizer KPJ-a i Titovog režima. Imao je jako visoku funkciju u partiji. Bio je zadužen za prognavanje neprijatelja režima na Goli otok. Funkcija u partiji mu je donijela moć, bogatstvo, mnogobrojna poznanstva, te mjesto direktora bolnice... ali i nečistu savjest zbog mnogih ljudi koje je unesrećio.
Njegova žena Katarina Augustinčić pokušavala je da ga odgovori od toga, ali on je bio ubjeđen u ispravnost toga što radi, kada je shvatio da je griješio doživjeo je veliko razočarenje od tada je počeo osobni pakao, godinama je sjedeo u kući nigdje nije izlazio strepeći da bi ga neko mogao prepoznati.
Njegova kći Nevenka Augustinčić Bebić njegovim inzistiranjem kreće put medicine, upoznaje Matka Bebića s novorođenim sinom Slavenom Bebićem i udaje se za njega. Godinu dana kasnije ona dobiva kćer Sunčicu, Joža je presretan i ponovo dobiva "volju za životom" ali je nanovo gubi kada saznaje da je on Matkovog oca Nika Bebića proglasio protivnikom režima i odvojio ga od djece poslavši ga na Goli otok.
Niko se nakon 40.godina vraća u Hrvatsku i prepoznaje ga. Počinju svađe izmeđa njih dvojice a za njihovu tajnu znaju još Nikin mlađi sin Vinko Bebić i Jožina žena Katarina Augustinčić. Jožu udara moždani i pada u komu.

## Prijatelji
- Aleksandra Kirin
- Horvatica

## Neprijatelji
- Branko Macanović
- Leo pl. Katić